# Ateca
Ateca és un municipi de l'Aragó, situat a la província de Saragossa i enquadrat a la comarca de la Comunitat de Calataiud. És una ciutat mudèjar que apareix al Cantar del Mío Cid i està situada a la vall del riu Jalón.

## Fills il·lustres
- Martí d'Ateca ([...?]-1306) dominic.